# Гавриленко Володимир Андрійович
Володимир Андрійович Гавриленко (нар. 1893, село Дмитрівка Крюківської волості Грайворонського повіту Курської губернії, тепер Грайворонського району Бєлгородської області, Російська Федерація — розстріляний 17 квітня 1940) — радянський партійний діяч, відповідальний секретар Острогозького окружного комітету ВКП(б), завідувач організаційно-інструкторського відділу ЦК КП(б)У. Член ЦК КП(б)У в січні 1934 — травні 1937 р. Кандидат у члени Організаційного бюро ЦК КП(б)У в січні 1934 — травні 1937 р. Член ВУЦВК.

## Біографія
Народився в селянській родині. У 1901 році родина переїхала до Порт-Петровська у Дагестані.
Член РКП(б) з 1918 року.
У 1929 році — відповідальний секретар Острогозького окружного комітету ВКП(б) Центрально-Чорноземної області РРФСР.
У 1933—1934 роках — завідувач організаційно-інструкторського відділу ЦК КП(б)У. У 1934—1937? роках — завідувач відділу керівних партійних органів ЦК КП(б)У.
У 1937 році — завідувач відділу керівних партійних органів Орджонікідзевського крайового комітету ВКП(б).
До 1939 року — директор Краснопресненського цукрово-рафінадного заводу у Москві.
1939 року заарештований органами НКВС. 17 квітня 1940 року засуджений до розстрілу. Посмертно реабілітований 6 лютого 1956 року.